# Antonio Giolitti
Antonio Giolitti est un homme politique italien né à Rome le 12 février 1915 et mort le 8 février 2010 à Rome.
Antonio Giolitti est le petit-fils de Giovanni Giolitti.

## Biographie
Licencié en droit, en 1940 il entre dans la Résistance et adhère au Parti communiste italien (PCI). Élu député à l'Assemblée constituante le 2 juin 1946, constamment relu à la chambre des députés de 1948 à 1976. Nommé le 13 juillet 1946 sous-secrétaire aux affaires étrangères dans le 2e gouvernement de Alcide De Gasperi, il démissionne le 19 octobre 1946. En 1957, il rompt avec le secrétaire du PCI Palmiro Togliatti et démissionne du parti et de son mandat de député à cause de l'attitude à l'égard de la répression du soulèvement en Hongrie (insurrection de Budapest) par l'Union soviétique, et adhère au Parti socialiste italien (PSI). Du 4 décembre 1963 au 22 juillet 1964 il est ministre du Budget dans le premier gouvernement d’Aldo Moro (premier gouvernement italien avec la participation des ministres socialiste après 1947). Réputé trop à gauche, à partir de 1964 et jusqu'à 1970 il ne fait plus partie des gouvernements à participation socialiste.
Ministre du Budget et de la Programmation économique du 27 mars 1970 au 17 février 1972 et du 7 juillet 1973 au 23 novembre 1974 dans les gouvernements de Mariano Rumor 3e, 4e et 5e et dans le gouvernement de Emilio Colombo. Commissaire européen de 1977 à 1985. En 1986 il quitte le PSI pour désaccord avec le secrétaire du parti Bettino Craxi. Sénateur de 1987 à 1992, élu comme indépendant dans les listes du Parti communiste italien (devenu Parti des démocrates de gauche après 1989).

## Éditeur auprès d'Einaudi
Giolitti a associé à l'activité politique l'engagement intellectuel. Entre 1943 et 1957 il est, entre autres, rédacteur auprès de la prestigieuse maison d'édition Einaudi. Grâce à sa maîtrise de l'anglais, de l'allemand et du français, il donne impulsion à la traduction de plusieurs d'essais sur l'économie. Il est lui-même un traducteur de textes : parmi eux l'essai de Max Weber sur la politique en tant que profession. Dans les années 1960 il dirige, toujours pour le Einaudi, la collection de politique économique.
En 1950, Einaudi publia la première version italienne de À la recherche du temps perdu, et à cette occasion son épouse Elena Giolitti d'Amico eut la charge de la traduction de Sodome et Gomorrhe.